# Система накопления электрической энергии
Система накопления электрической энергии (СНЭЭ, СНЭ, energy storage system, ESS) — электроустановка, подключённая к электрической сети, включающая как минимум один накопитель электрической энергии, которая извлекает, хранит и отдаёт обратно в сеть электрическую энергию.
В зависимости от вида накопителей электроэнергии СНЭЭ делятся на батарейные (СНЭБ), конденсаторные и маховичные.
Примером бытовых СНЭЭ (накопителей энергии) является Tesla Powerwall, а промышленной СНЭЭ — Tesla Megapack. СНЭЭ могут использоваться как источники бесперебойного питания (ИБП), но не наоборот.
Внешние аккумуляторы (пауэрбанки) не подключены к сети и не являются СНЭЭ.
В 2025 году мощность СНЭЭ Калифорнии достигла 16 ГВт, которые заряжались днем в ходе солнечной генерации и закрывали до 10% потребности электроэнергии в вечерние часы. В августе 2025 года в Правительстве России рассматривали планы по закрытию энергодефицита на юге страны с помощью СНЭЭ.
В июле 2025 года компания Tesla открыла первую публичную зарядную станцию ("Oasis Supercharger"), электричество для которой поступает не от электрической сети, а от солнечных батарей и хранится в СНЭЭ.